# La Esmeralda (Bertin)
La Esmeralda ist eine Oper in vier Akten von Louise Bertin (Musik) mit einem Libretto von Victor Hugo nach dessen Roman Der Glöckner von Notre-Dame. Sie wurde am 14. November 1836 in der Salle Le Peletier der Pariser Oper uraufgeführt.

## Handlung

### Erster Akt
Der Cour des Miracles in Paris; Nacht

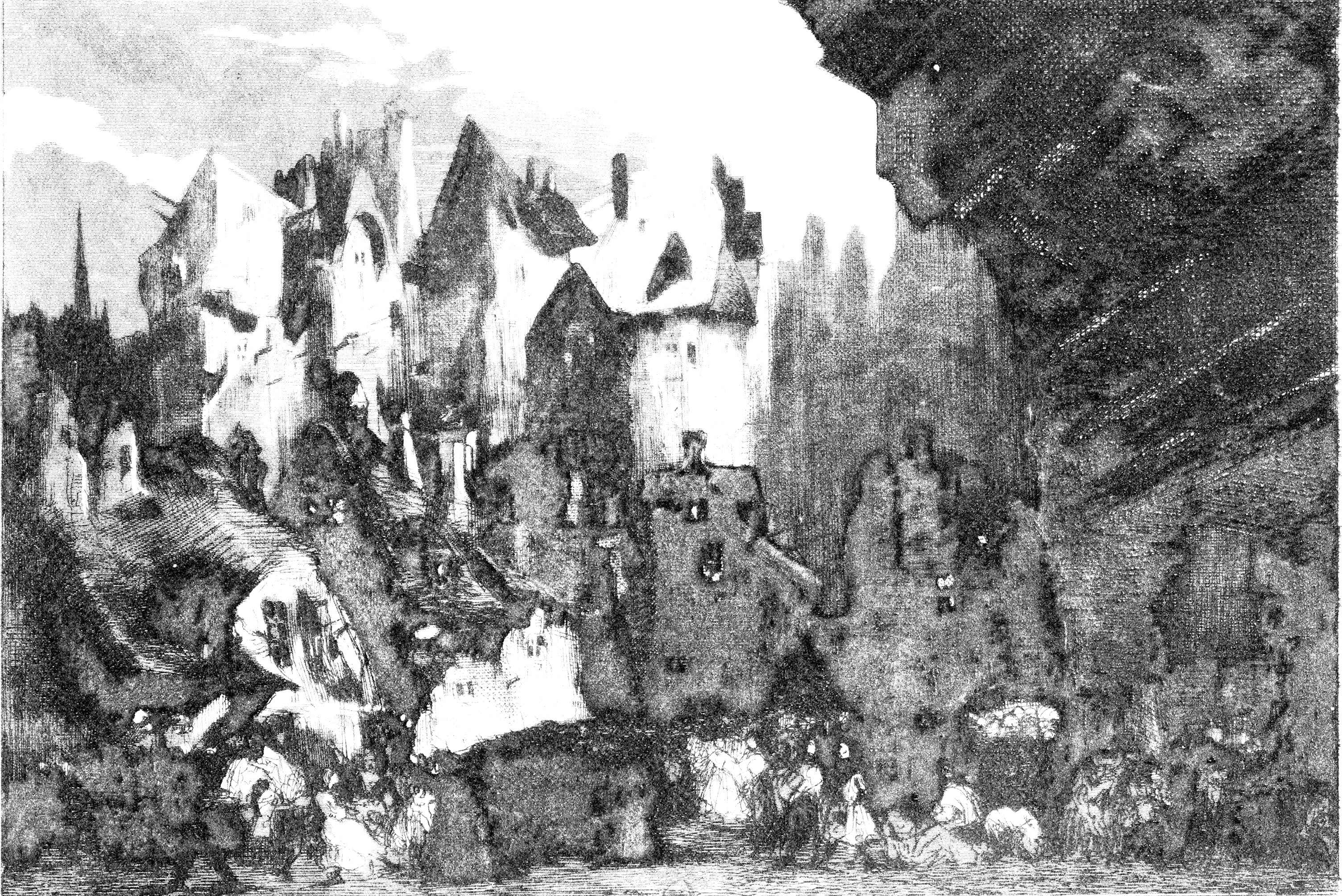
Célestin Nanteuil: Bühnenbild des ersten Akts

Auf den Straßen feiern Zigeuner ausgelassen Fasching. Der Mönch Claude Frollo schleicht umher, um die junge Esmeralda zu finden, die er begehrt. Als diese erscheint, wird sie von der Menge freudig begrüßt. Sie bedankt sich mit einem Tanzauftritt und beklagt in einem Lied ihr hartes Leben. Frollo versucht, sich ihr zu nähern. Da wird der missgestaltete Glöckner Quasimodo hereingeführt und als „Papst der Narren“ verspottet. Frollo befreit ihn und erregt dadurch den Zorn der Menge. Der Anführer der Zigeuner, Clopin Trouillefou, bereitet dem Treiben ein Ende. Clopin verspricht Frollo, der ihn einst in die Geheimnisse der Magie eingewiesen hatte, Esmeralda zu ihm zu schicken. Anschließend überredet Frollo den Glöckner, ihm bei der Entführung des Mädchens zu helfen. Während sie warten, überlässt sich Frollo seinen düsteren Gedanken. Als Esmeralda endlich kommt, greifen die beiden an. Die Entführung wird jedoch von dem jungen Hauptmann Phoebus de Chateaupers vereitelt, dessen Leute Quasimodo festnehmen. Frollo kann entkommen. Esmeralda und Phoebus flirten miteinander, und der Hauptmann schenkt ihr eine seidene Schärpe. Als er dann jedoch versucht, sie zu küssen, läuft sie davon.

### Zweiter Akt
Der Pranger am Place de Grève
Das Volk verhöhnt und verflucht den am Pranger stehenden Quasimodo, der verzweifelt um Wasser fleht. Einzig Esmeralda zeigt Mitleid. Sie drängt sich durch die Menge und gibt ihm zu trinken. Er wird von der Wache fortgeführt.
Im Haus von Fleur-de-Lys
Im Haus von Phoebus’ Verlobter Fleur-de-Lys wird eine Abendgesellschaft vorbereitet. Fleur-de-Lys und ihre Mutter Aloïse beklagen sich darüber, dass sich Phoebus in letzter Zeit nur selten blicken lassen hat. Phoebus versucht sie zu beruhigen. Fleur-de-Lys will wissen, wo er die Schärpe, die sie ihm geschenkt hatte, gelassen hat. Sie spricht offen aus, dass sie an seiner Liebe zweifelt. Phoebus erkennt, dass sich seine Gefühle inzwischen Esmeralda zugewandt haben. Verschiedene Gäste treffen ein, darunter der Vicomte de Gif, Monsieur de Morlaix, Monsieur de Chevreuse, Diane und Bérangère. Nach dem Empfang schauen einige der Gäste aus dem Fester und erblicken dort die tanzende Esmeralda. Sie wird ins Haus eingeladen. Alle bewundern ihre Schönheit. Um sich für einen Tanz vorzubereiten, legt Esmeralda die Schärpe an, die Fleur-de-Lys sofort erkennt. Sie weiß jetzt, dass Phoebus ihr die Treue gebrochen hat. Die Gesellschaft wirft Esmeralda empört hinaus. Nur Phoebus und seine Freunde stellen sich schützend vor sie.

### Dritter Akt
Vor einem Gasthaus

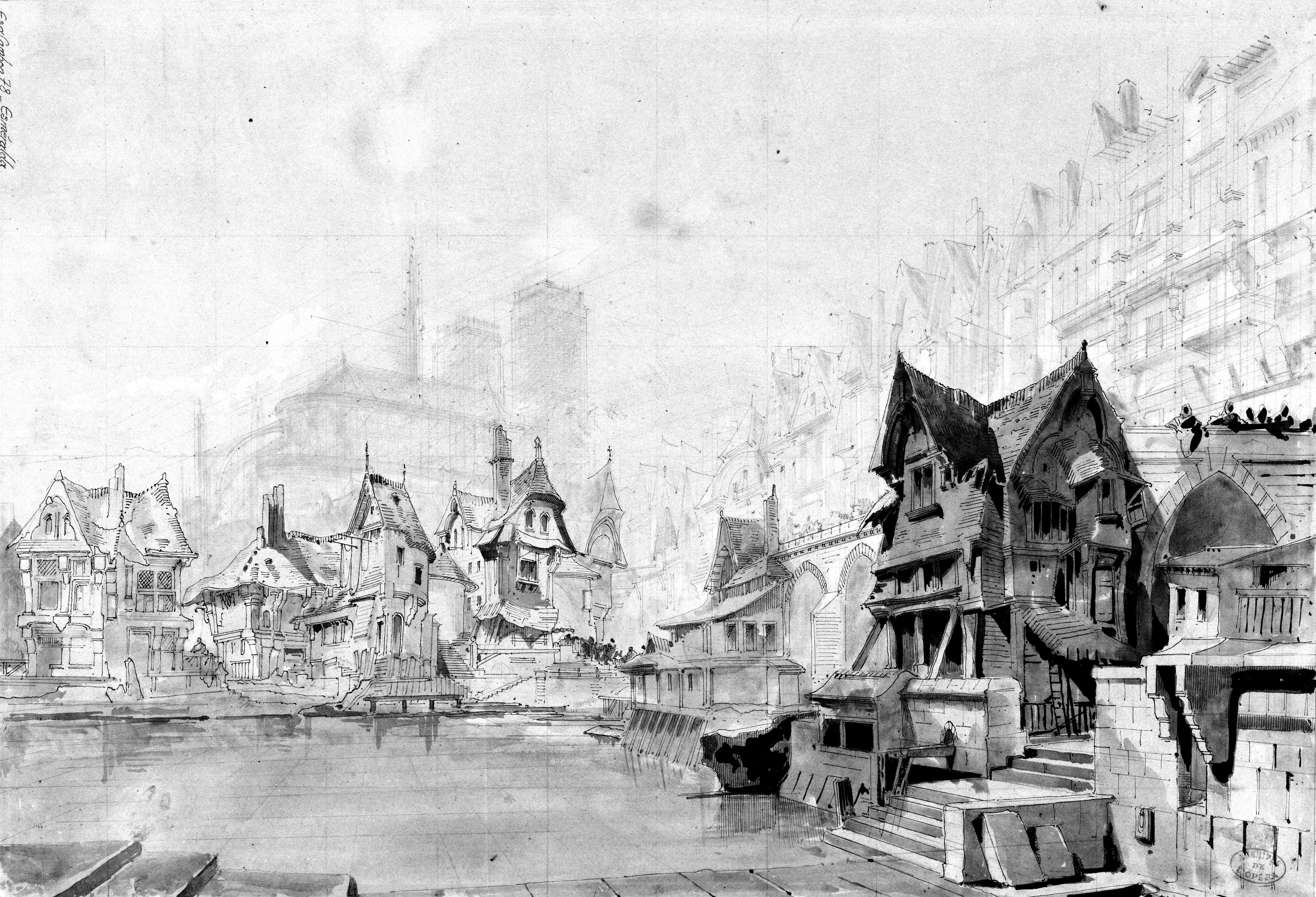
Charles-Antoine Cambon: erstes Bild des dritten Akts

Phoebus und seine Freunde trinken und singen zusammen, während Frollo sich an einen entfernten Tisch setzt. Phoebus erzählt, dass er sich in einer Stunde mit Esmeralda treffen wolle. Als die Sperrstunde eingeläutet wird, verlassen die Freunde das Lokal, und auch Phoebus macht sich auf den Weg. Da tritt ihm Frollo entgegen und warnt ihn vor Esmeralda. Eine Beziehung mit ihr sei lebensgefährlich, da ihre Leute keinerlei Gesetze befolgen und diese Frauen notorisch untreu seien. Phoebus lässt sich davon nicht beeindrucken.
Ein Zimmer

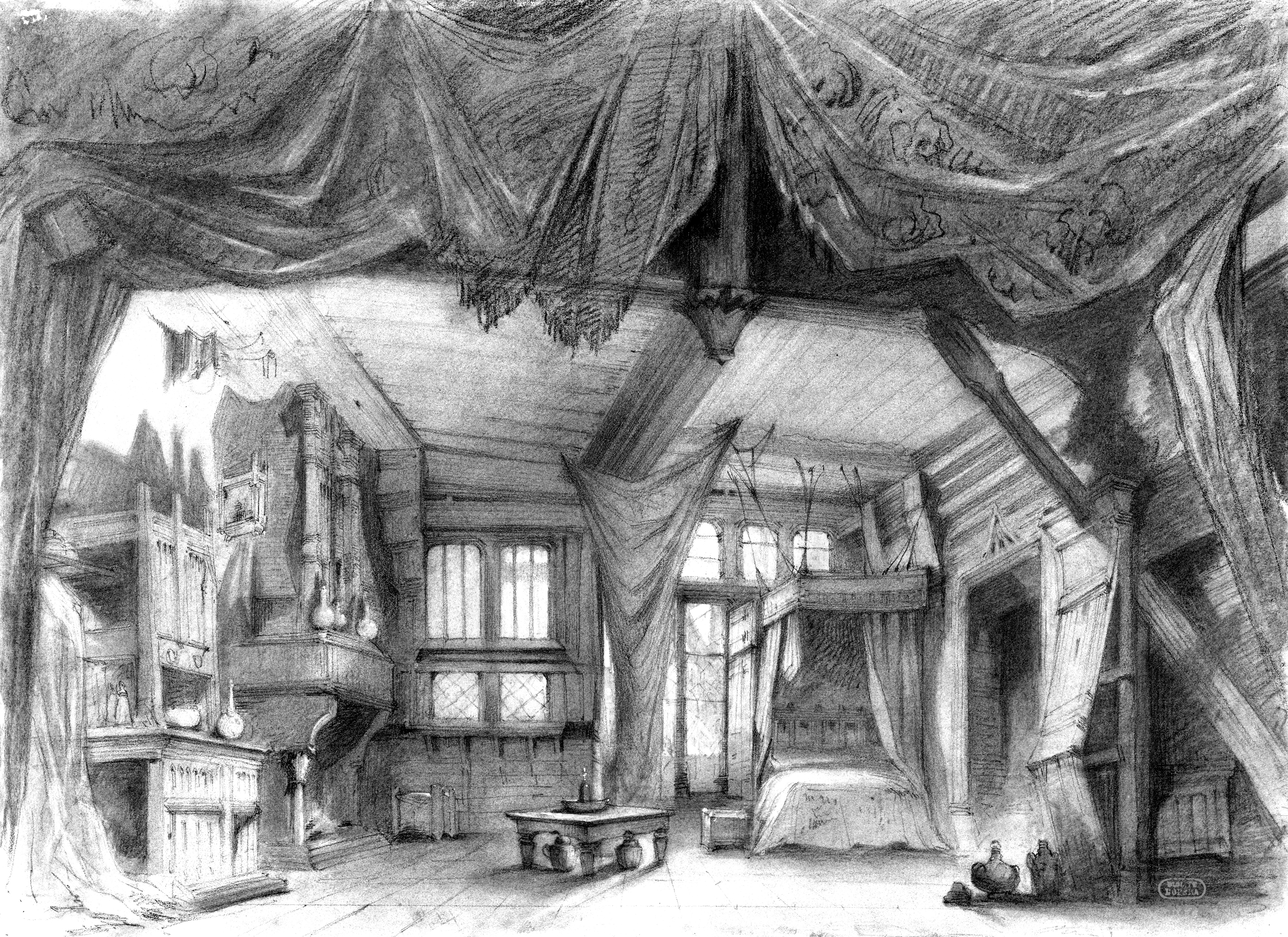
Charles-Antoine Cambon: zweites Bild des dritten Akts

Clopin Trouillefou führt Frollo in ein Nebenzimmer, von wo aus er Esmeraldas Rendezvous mit Phoebus unbemerkt beobachten kann. Die beiden treffen ein und gestehen sich ihre Liebe. Frollo schaut eine Weile voller Eifersucht zu und stürzt sich dann auf Phoebus, um ihn zu ermorden. Dann flieht er durch ein Fenster. Esmeralda wirft sich entsetzt auf ihren schwer verletzten Geliebten. Einige Männer in der Nähe halten sie für die Mörderin.

### Vierter Akt
Gefängnis
Esmeralda wurde in den Kerker geworfen. Sie hält Phoebus für tot und glaubt, sie werde ihm bald nachfolgen, sodass sie gemeinsam im Grab ruhen können. Frollo tritt ein. Er hat die Kapuze tief heruntergezogen, damit sie ihn nicht erkennt, und stellt sich ihr als Priester vor, der sie auf die Exekution vorbereiten will. Schließlich gibt er sich ihr zu erkennen und bekennt ihr seine Liebe. Er verspricht, wenn sie ihm nachgebe, werde er für ihre Freiheit sorgen. Esmeralda verflucht ihn voller Abscheu. Frollo signalisiert dem Gefängniswärter, Esmeralda zum Richtplatz zu führen.
Platz vor der Kathedrale Notre-Dame
Beim Geläut der Glocken denkt Quasimodo über sein eigenes Leben nach. Aus einem Versteck belauscht er Frollo und Clopin und erfährt so, dass Phoebus noch am Leben ist. Frollo will mit Clopin noch einen weiteren Versuch unternehmen, Esmeralda in seine Gewalt zu bringen. Volk trifft ein, um ihre Hinrichtung zu sehen. Esmeralda wird herbeigeführt, gefolgt von einem Mönch mit einem Kruzifix und dem Henker. Quasimodo beobachtet sie voller Mitleid. Frollo flüstert Esmeralda zu, dass er sie noch immer retten könne. Da sie ihn weiterhin verabscheut, gibt er den Befehl zur Hinrichtung. In diesem Moment springt Quasimodo auf den Platz, ergreift Esmeralda, zieht sie mit sich in die Kathedrale und fordert Asyl für sie. Frollo entgegnet, dass Esmeralda keine Christin sei und deshalb keinen Schutz von der Kirche erwarten könne. Während er mit Quasimodo streitet, nähert sich Phoebus mit letzter Kraft. Er offenbart Frollos Schuld an dem Attentat und versichert allen, dass Esmeralda schuldlos sei. Die Liebenden fallen sich in die Arme, doch durch die Anstrengung haben sich seine Wunden wieder geöffnet. Er stirbt. Esmeralda bricht zusammen. Sie will Phoebus in den Tod folgen. Das Volk beklagt ihr Schicksal.

## Werkgeschichte

Titelblatt des Klavierauszugs von Franz Liszt

Die Komponistin Louise Bertin war die Tochter des Journalisten Louis-François Bertin, der das bedeutende Pariser Journal des débats leitete und mit dem Schriftsteller Victor Hugo befreundet war. Für sie formte Hugo persönlich seinen bekannten Roman Der Glöckner von Notre-Dame in ein Opernlibretto um. Der Klavierauszug stammt von Franz Liszt, der auch die Proben leitete.
Die Uraufführung fand am 14. November 1836 in der Salle Le Peletier der Pariser Oper statt. Es sangen Cornélie Falcon (La Esmeralda), Adolphe Nourrit (Phoebus de Chateaupers), Nicolas Levasseur (Claude Frollo), Jean-Étienne-Auguste Massol (Quasimodo), Constance Jawureck (Fleur-de-Lys), Augusta Mori-Gosselin (Aloïse de Gondelaurier), Lorotte (Diane), Laurent (Bérangère), Pierre-Auguste „Alexis“ Dupont (Vicomte de Gif), Ferdinand Prévost (de Chevreuse), Jean-Jacques-Émile Serda (de Morlaix), Pierre-François Wartel (Clopin Trouillefou) und Hens (Pierrat Torterue). Es handelte sich um eine herausragende Besetzung. Allerdings stand die Produktion in direkter Konkurrenz zu Meyerbeers Les Huguenots, und außerdem machten sich die Widersacher Victor Hugos und des Journal des débats schon im Vorfeld deutlich bemerkbar. Die sechste Aufführung musste aufgrund eines von Letzteren angezettelten Aufruhrs abgebrochen werden. Hector Berlioz schrieb in seinen Memoiren, jemand habe ausgerufen, dass die Musik nicht von Bertin, sondern von ihm (Berlioz) stamme, und dass er die Arie des Quasimodo im Stil der restlichen Partitur geschrieben habe. Berlioz schwor jedoch „bei seiner Ehre“, das er keine einzige Note der Oper komponiert habe. Er habe lediglich ein verbessertes Ende für die Arie des Quasimodo im vierten Akt vorgeschlagen. Pipers Enzyklopädie des Musiktheaters zufolge erhielt die Uraufführung lediglich einen Achtungserfolg. Ein Rezensent der Uraufführung vermerkte allerdings, dass der Erfolg vollständig gewesen sei. Einige Personen hätten zwar versucht, die Feier zu stören, doch das Publikum habe mit Bravos geantwortet und Hugo, Bertin und die Ausstatter [Humanité René] Philastre und [Charles] Cambon benannt.

Sänger der Uraufführung von 1836
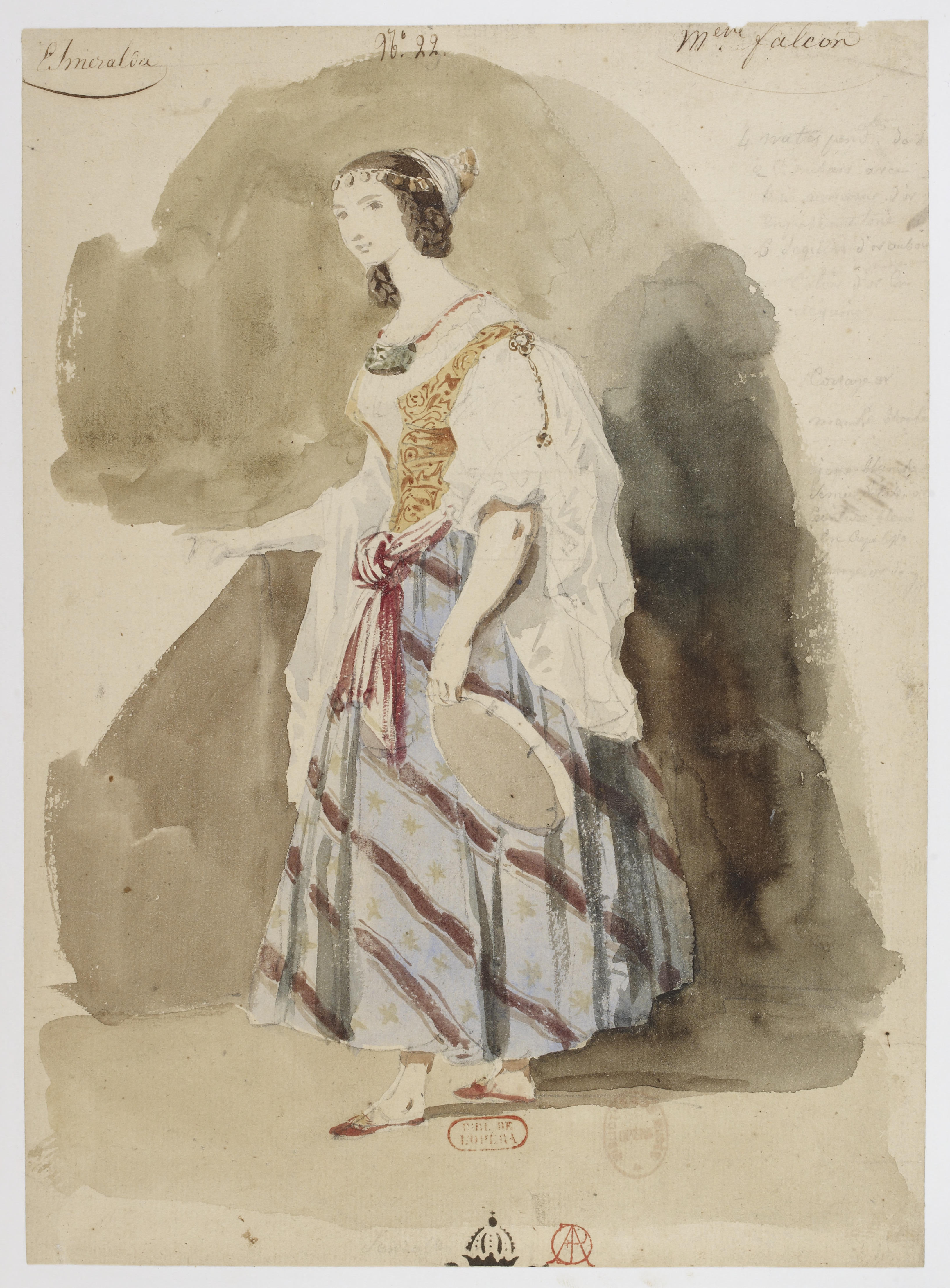
Cornélie Falcon (Esmeralda)
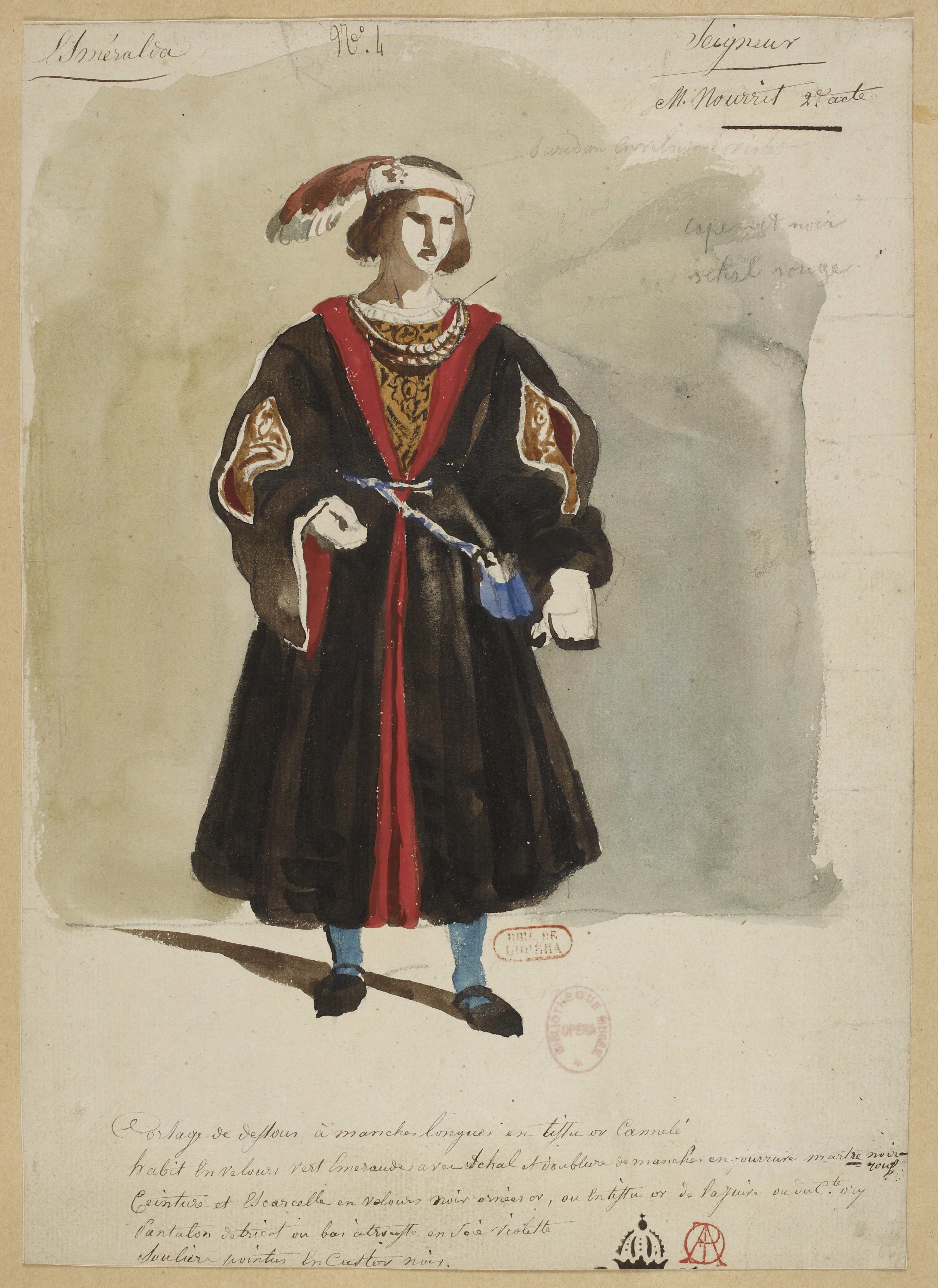
Adolphe Nourrit (Phoebus)
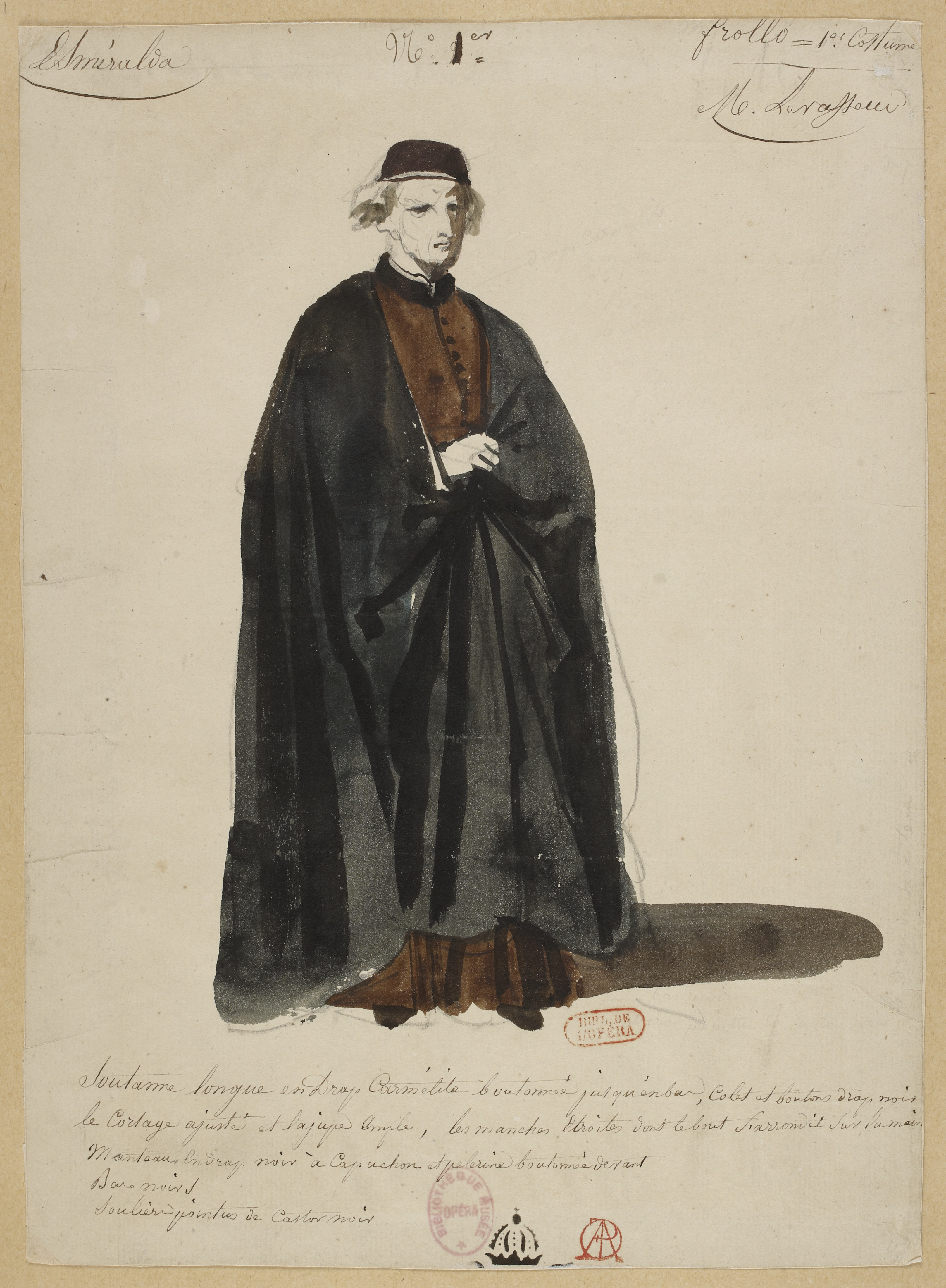
Nicolas Levasseur (Claude Frollo)
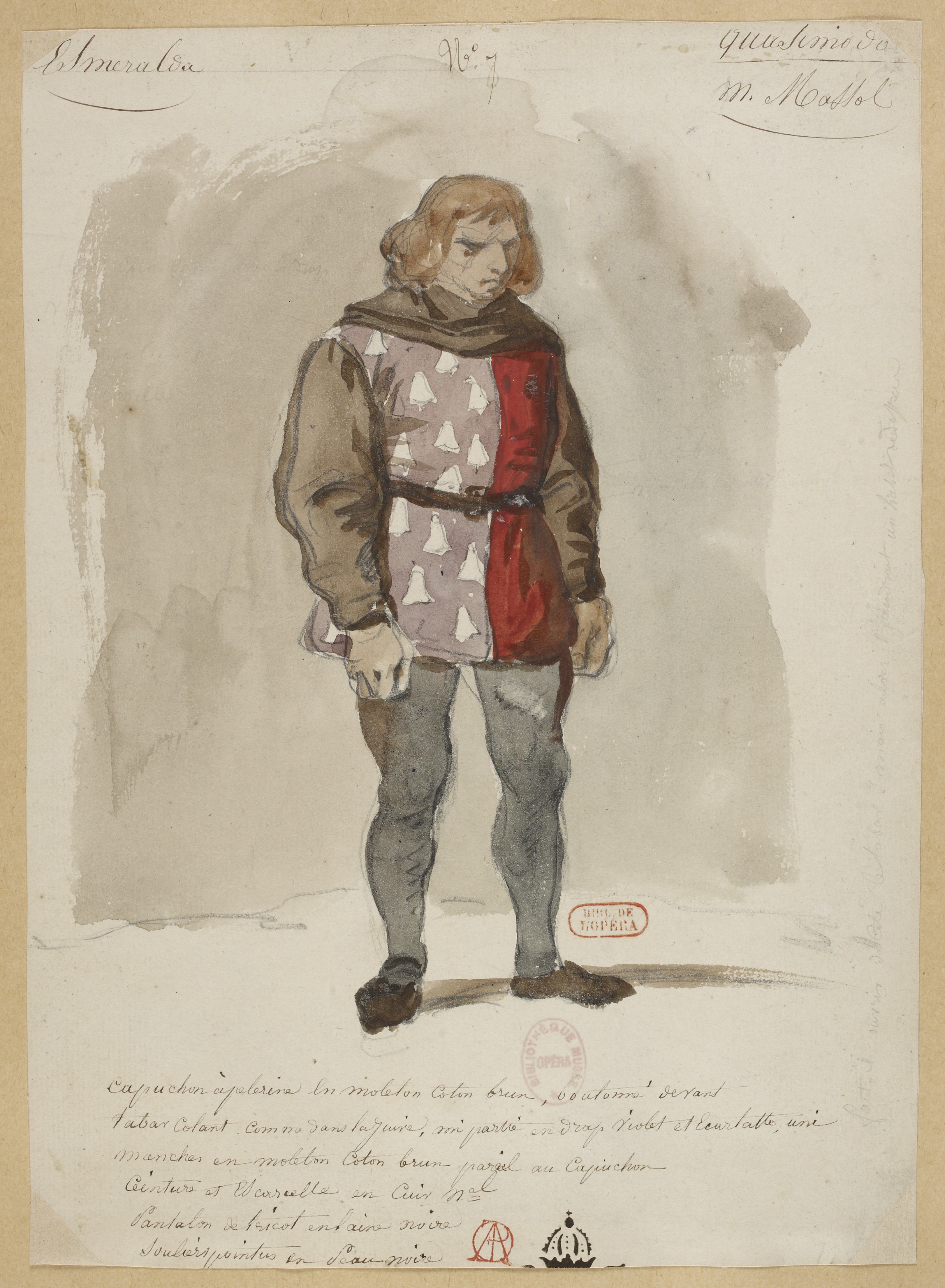
Jean-Étienne-Auguste Massol (Quasimodo)
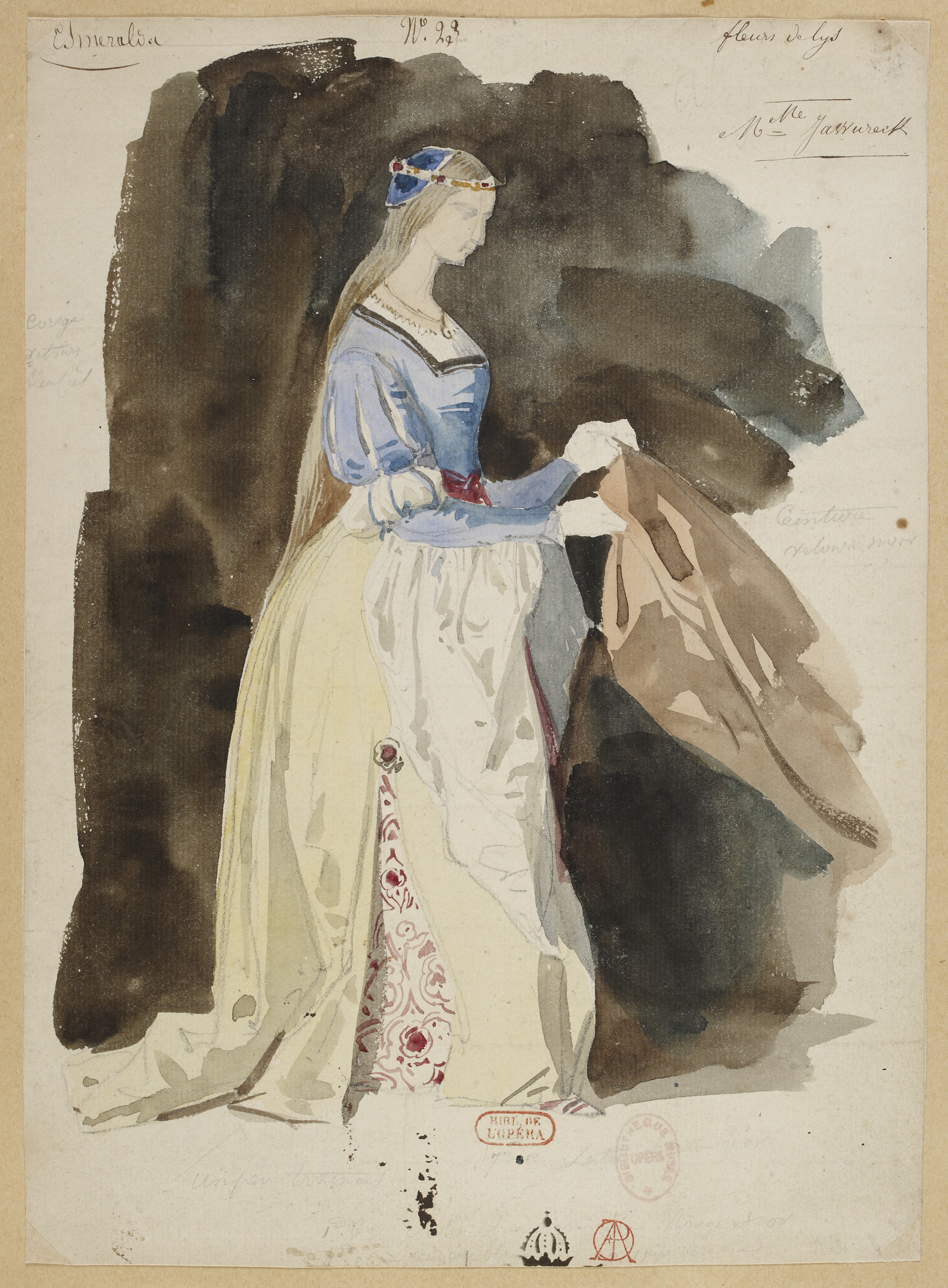
Constance Jawureck (Fleur-de-Lys)
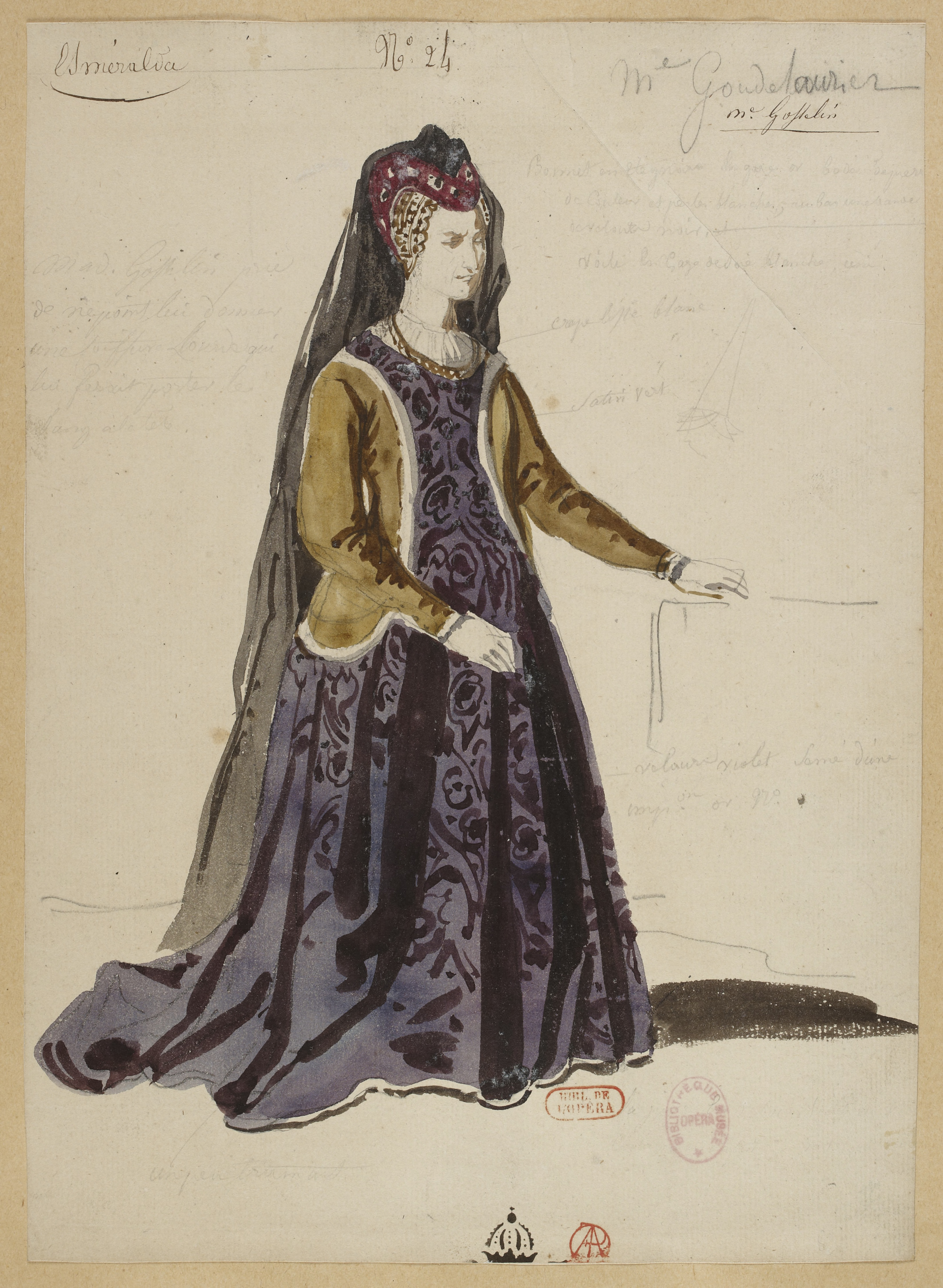
Augusta Mori-Gosselin (Aloïse de Gondelaurier)
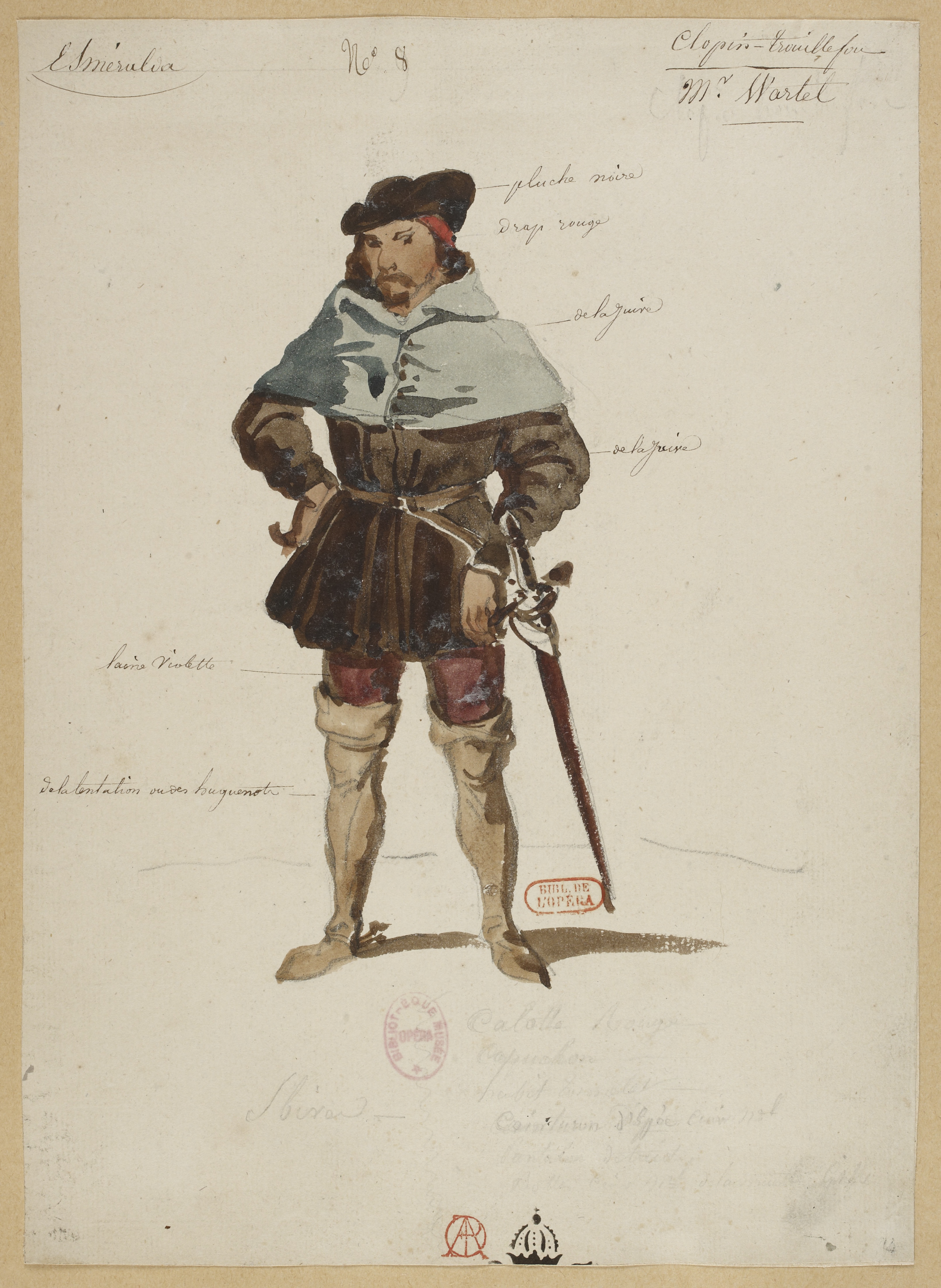
Pierre-François Wartel (Clopin Trouillefou)

Bis zum 23. Oktober 1839 wurde noch 19 Mal der erste Akt gespielt, und 1865 gab es eine konzertante Teilaufführung.
Eine szenische Neuproduktion gab es am 19. Februar 2002 im Opernhaus von Besançon. Da das Aufführungsmaterial nicht auffindbar war, spielte anstelle eines Orchesters die Pianistin Françoise Tillard die Musik nach dem Klavierauszug von Franz Liszt. Die Inszenierung stammte von Jaques Connart. Von einer Produktion der Opéra National de Montpellier aus der Opéra Berlioz Le Corum im Jahr 2008 wurde ein Audio-Mitschnitt auf CD veröffentlicht.
Der russische Komponist Alexander Dargomyschski nutzte eine eigene Übersetzung des Librettos für seine zwischen 1838 und 1841 entstandene Oper Esmeralda. Sie wurde 1847 in Moskau uraufgeführt.

## Gestaltung
Das Libretto Victor Hugos legt den Schwerpunkt der Oper im Sinne einer Grand opéra auf die großen Tableaus der ersten und letzten Szene und benachteiligt dadurch die Soloszenen, wie auch die Komponistin Louise Bertin beklagte. In der Uraufführungsproduktion war die Kathedrale Notre-Dame direkter Bestandteil des Bühnenbildes und nicht nur eine Silhouette im Hintergrund. Hector Berlioz zufolge war sie „sozusagen eine Person des Dramas, das sich um sie herum abspielt“. Die aus dem Roman ausgewählten Handlungselemente entsprechen weitgehend den Konventionen der damaligen Oper.
Die musikalischen Deklamationen und die Formen orientieren sich an der Opéra-comique. Ungewöhnlich sind jedoch die anspruchsvolle Instrumentierung und einige originelle Modulationen. Die Chorstellen verwenden meist schlichte rhythmische Strukturen.
Größere Beliebtheit erreichten das Duett Esmeraldas und Frollos „Oh! je t’adore“ im ersten und die „Glockenarie“ des Quasimodo im zweiten Bild des vierten Akts.

### Orchester
Die Orchesterbesetzung der Oper umfasst die folgenden Instrumente:
- Holzbläser: Piccoloflöte, zwei Flöten, zwei Oboen, Englischhorn, zwei Klarinetten, vier Fagotte
- Blechbläser: vier Hörner, vier Trompeten, drei Posaunen, Ophikleide
- Pauken, Schlagzeug: große Trommel, Schellentrommel, Becken, Triangel, Tamtam
- Glocken
- Viola d’amore
- Streicher

### Musiknummern
Der von Franz Liszt erstellte Klavierauszug enthält die folgenden Musiknummern:
Erster Akt
- Nr. 1. Ouvertüre und Introduktion
  - A. Ouvertüre
  - B. Chor der Bettler („truands“): „Vive Clopin roi de Thune!“
  - C. Chor (getanzt): „Danse, jeune fille!“
  - D. Chor und Marsch des Papstes der Narren: „Saluez! clercs de Bazoche!“
  - E. Ende der Introduktion: „Il nous menace“
- Nr. 2. Rezitativ und Arie: „O ciel! avoir donné ma pensée“
- Nr. 3. Finale
  - A. Szene und Chor: „La nuit est sombre“
  - B. Duett: „Daignez me dire“

Zweiter Akt
- Nr. 4. Chor: „Il enlevait une fille!“
- Nr. 5. Szene, Rezitativ und Arie
  - A. Szene: „Mon futur gendre et vous ma fille“
  - B. Rezitativ und Arie: „Elle dit vrai, près d’elle encore“
- Nr. 6. Finale
  - A. Sextett: „Salut, nobles Chatelaines!“
  - B. Chor: „Venez tous à la fête!“
  - C. Szene: „Oh! viens donc voir viens donc voir“
  - D. Quintett und Chor: „Oh! l’adorable créature!“
  - E. Szene und Stretta: „Allons, enfant, allons, la belle“

Dritter Akt
- Nr. 7. Chanson mit Chor: „Sois propice et salutaire“
- Nr. 8. Szene und Arie mit Chor: „Cette Egyptienne si belle“
- Nr. 9. Szene und Duett: „Capitaine!“
- Nr. 10. Szene und Terzett: „D’ici vous pourrez voir, sans être vu“

Vierter Akt
- Nr. 11. Zwischenakt, Rezitativ und Romanze: „Quoi! lui“
- Nr. 12. Rezitativ und Duett: „Quel est cet homme?“
- Nr. 13. Arie [der Glocken]: „Mon dieu! j’aime“
- Nr. 14. Rezitativ und Duett: „Donc Phœbus est à Montfort?“
- Nr. 15. Finale
  - A. Chor und Marsch: „A Notre Dame“
  - B. Religiöser Chor: „Omnes Fluctus Fluminis“
  - C. Terzett mit Chor: „C’est mon Phœbus qui m’appelle“
  - D. Szene und Chor: „C’est lui“

## Aufnahmen
- 23. Juli 2008 – Lawrence Foster (Dirigent), Orchestre National de Montpellier Languedoc-Roussillon, Chœur de la Radio Lettone.
 Maya Boog (La Esmeralda), Manuel Nunez Camelino (Phoebus de Chateaupers), Francesco Ellero d’Artegna (Claude Frollo), Frederic Antoun (Quasimodo), Eugénie Danglade (Fleur-de-Lys), Marie-France Gascard (Aloïse de Gondelaurier), Sherri Sassoon-Deshler (Diane), Alexandra Dauphin-Heiser (Bérangère), Éric Huchet (Vicomte de Gif), Marc Mazuir (de Chevreuse), Evgueniy Alexiev (de Morlaix), Yves Saelens (Clopin Trouillefou), Gundars Dzilums (Pierrat Torterue).
 Live aus der Opera Berlioz Le Corum in Montpellier.
 Accord, Universal Music France 480 2341.[8]

## Digitalisate
- La Esmeralda: Noten und Audiodateien im International Music Score Library Project
- Autografes Manuskript der Partitur: erster Akt, zweiter Akt, dritter Akt und vierter Akt. Digitalisat bei Gallica
- Klavierauszug von Franz Liszt. Digitalisat bei Gallica
- Libretto (französisch), Paris 1836. Digitalisat bei Google Books
- Libretto (französisch) in der Gesamtausgabe der Werke von Victor Hugo. Digitalisat bei Gallica